# Gagrella hirta
Gagrella hirta is een hooiwagen uit de familie Sclerosomatidae.